# Sant Martí (dzielnica Barcelony)

Sant Martí na mapie Barcelony

Sant Martí – jeden z dystryktów (nr X) Barcelony. Znajduje się w północno-wschodniej części miasta i graniczy bezpośrednio z gminą San Adrián de Besós. Dzielnica obejmuje większość terenów będących w przeszłości częścią osobnej miejscowości Sant Martí de Provençals, która w 1897 stała się częścią Barcelony. Zajmuje obszar 10,8 km² i liczy 221 029 mieszkańców (2009). Jest to druga pod względem liczby ludności dzielnica Barcelony. Administracyjnie dzieli się na 10 dzielnic: El Camp de l'Arpa del Clot, El Clot, El Parc i la Llacuna del Poblenou, La Vila Olímpica del Poblenou, El Poblenou, Diagonal Mar i el Front Marítim del Poblenou, El Besòs i el Maresme, Provençals del Poblenou, Sant Martí de Provençals oraz La Verneda i la Pau. Znaczny obszar zajmują fabryki i tereny przemysłowe. Wiele przedsiębiorstw ma tu swe siedziby bądź przedstawicielstwa, m.in.: Atos Origin czy Telefónica.